# Denis Buzy
Denis Buzy, né le 22 mars 1883 à Bénéjacq et mort le 21 mai 1965 à Bethléem, est un exégète, archéologue et missionnaire catholique français qui fut supérieur général de la Société des Prêtres du Sacré-Cœur de Bétharram de 1935 à 1958.

## Biographie

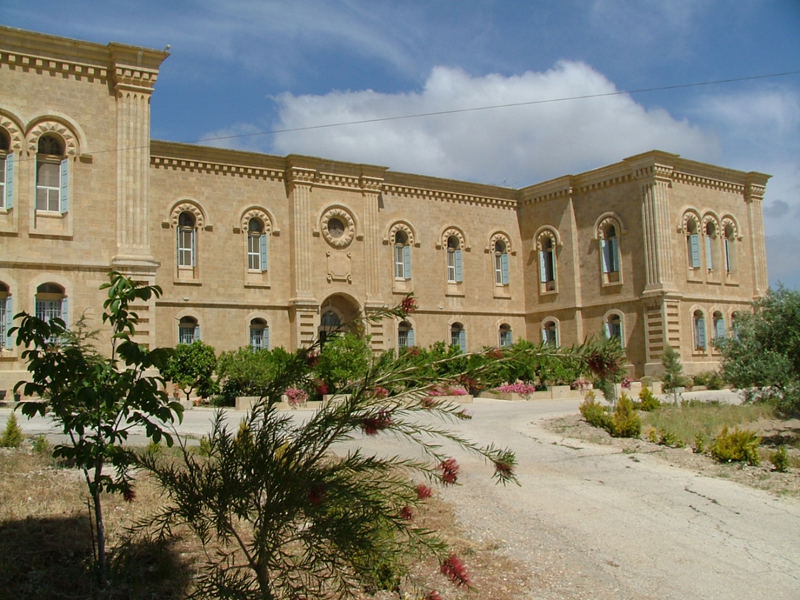
Ancien séminaire devenu résidence des Pères de Bétharram à Bethléem.

Denis Buzy naît à Bénéjacq, dans les Basses-Pyrénées le 22 mars 1883; après des études de philosophie et de théologie au séminaire de la congrégation des Prêtres du Sacré-Cœur de Bétharram à Bethléem, il est ordonné prêtre le 24 août 1906. Il poursuit ses études à Rome où il obtient un doctorat en philosophie et en théologie et en 1911 en Écriture sainte.
Sa carrière se poursuit ensuite à Bethléem de 1908 à 1935, où il entreprend des travaux archéologiques et bibliques. Il dirige les fouilles de la culture de Tahuna (âge de pierre) à Wadi Tahuna près de Bethléem en 1928,,,,,,. Il est élu en 1935 supérieur général de la congrégation des Pères de Bétharram, charge qu'il assume jusqu'en 1958. Il fait traverser à ses fils la Seconde Guerre mondiale et les bouleversements de mentalité d'après-guerre. C'est lui qui a le mérite d'instituer des séminaires nationaux en Argentine, en Angleterre et en Italie où naissent de nouvelles vocations dans une congrégation en forte croissance. Il organise donc la congrégation en nouvelles provinces avec des activités missionnaires et éducatives en Thaïlande et en Afrique du Nord française (il y avait par exemple un collège à Casablanca).
Il se retire ensuite à Bethléem où il continue ses études bibliques et exégétiques. En même temps, il est directeur spirituel du carmel de Bethléem. Le T.R.P. Buzy meurt en 1965.

## Œuvres
- Épîtres aux Thessaloniciens traduites et commentées par le T.R.P. Buzy, in La Sainte Bible de Pirot-Clamer, XII
- Jésus de Nazareth, éd. de l'École, Paris, 1959
- Jésus. Nouvelle concordance des quatre Évangiles par le T.R.P. Denis Buzy, éd. de l'École, Paris, 1949
- La Béthsaïde de Galilée, in Recherches de Science Religieuse, Tome XXVIII
- La Composition littéraire du Cantique des Cantiques, in La Revue biblique, tome XLIX, 1940, p. 169-194
- Le Cantique des Cantiques traduit et commenté par D. Buzy, Latouzey, Paris ,1950
- Le Cantique des Cantiques. Parabole ou Allégorie ? , in Recherches de Science religieuse, années 1951-1952, Tomes XXXIX-XL, p. 99-114
- Le Nouveau Testament par le T. R. Père Buzy, éd. de l'École, Paris, 1937
- Le Nouveau Testament traduit sur le texte grec et annoté par le T. R. Père Buzy, éd. de l'École, Paris, 1938
- Le Saint de Bétharram. Le bon Père Garicoïts, éd. Saint-Paul, Paris, 1947
- Les Paraboles, traduites et commentées par le P. Denis Buzy, Beauchesne, Paris, 1932
- Les particules réduplicatives dans les verbes du Nouveau Testament, in Recherches de Science religieuse
- Les Symboles de l'Ancien Testament, Gabalda, Paris, 1923
- Marie de Nazareth, éd. de l'École, Paris, 1955
- Mêmes les miettes. En marges des Paraboles, éd. de l'École, Paris, 1961
- Pensées de Sr. Marie de Jésus-Crucifié, religieuse carmélite converse, morte en odeur de sainteté au carmel de Bethléem 1846-1878, éd. Saint-Paul, Paris - Bar-le-Duc, 1922
- Saint Jean-Baptiste. Études historiques et critiques, Gabalda, Paris, 1922
- Saint Joseph, éd. du Cerf, Paris, 1937
- Saint Michel Garicoïts. Apôtre du Sacré-Cœur, Apostolat de la Prière, Toulouse
- Saints et Saintes de l'Évangile, éd. de l'École, Paris, 1962
- Une fleur d'Orient. Vie abrégée de Sœur Marie de Jésus-Crucifié, religieuse converse du carmel de Bethléem, éd. Saint-Paul, Paris - Bar-le-Duc, 1925
- Une station magdalénienne dans le Négeb (Ain El-Qedeirat), in La Revue biblique (juillet 1929)
- Vie de Sœur Marie de Jésus-Crucifié, religieuse carmélite converse, morte en odeur de sainteté au carmel de Bethléem 1846-1878, éd. Saint-Paul, Paris - Bar-le-Duc, 1927